# BMW R50

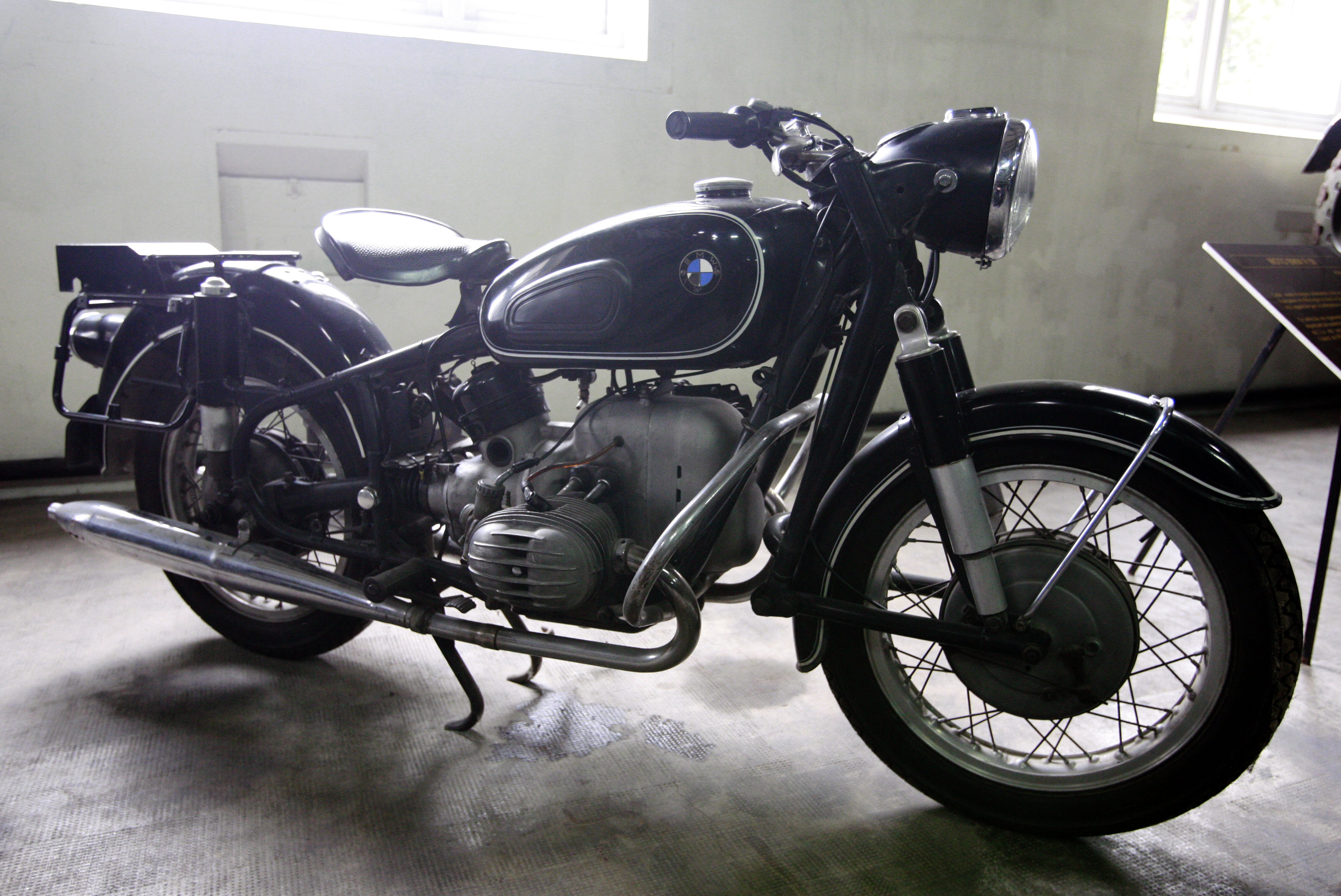
In de eerste jaren werden er nog geen richtingaanwijzers gemonteerd

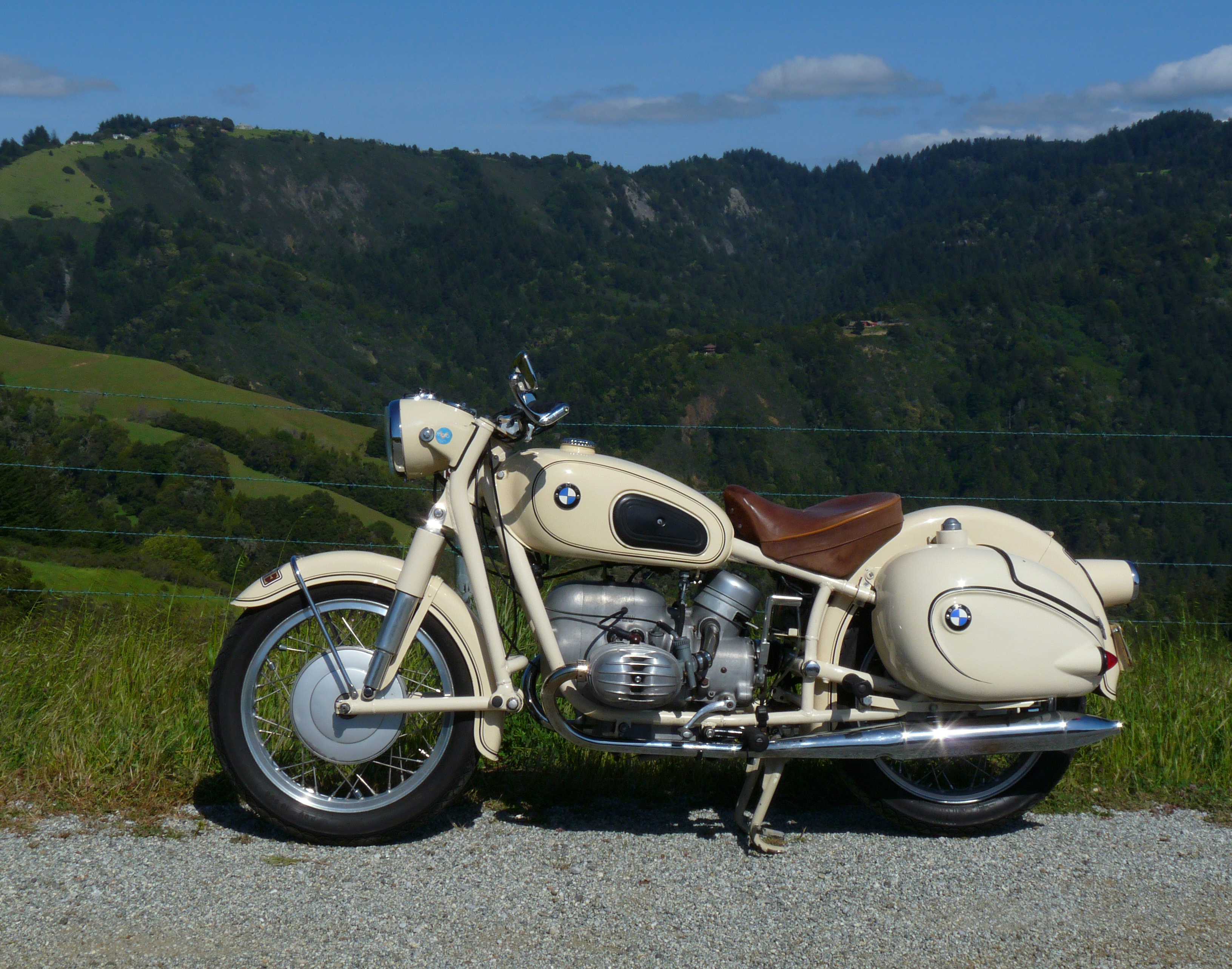
BMW R 50 uit 1959

De BMW R 50 is een motorfiets van het merk BMW.

## Voorgeschiedenis
De R 51/3 had in 1951 de R 51/2 opgevolgd. Het uit gelaste uit ovale pijp getrokken buisframe met plunjervering, halve naaf trommelremmen en een telescoopvork werd nog steeds toegepast. Aan het frame zaten kogelkoppelingen voor zijspan montage en dus was ook weer de speciale overbrengingsverhouding in de eindaandrijving leverbaar om meer trekkracht te realiseren bij zijspangebruik. Motor, versnellingsbak en cardanhuis waren van gegoten aluminium. De motor was met twee steekassen in het frame gehangen, de gelijkstroomdynamo zat op de voorzijde van de krukas. Aan de achterkant zat het zware vliegwiel met een kijkgat om de ontsteking af te stellen.
Toch waren er flinke vernieuwingen uitgevoerd. De accuontsteking was vervangen door een magneetontsteking met een centrifugaalvervroeging, zodat de lastige handregeling was verdwenen. De twee kettingaangedreven nokkenassen waren weer vervangen door één enkel exemplaar, dat door tandwielen werd aangedreven. De motor was nog steeds "vierkant" (boring × slag 68 × 68mm), waardoor de cilinderinhoud gelijk was gebleven. Het vermogen was met 24 pk ook gelijk gebleven, waardoor deze BMW nog steeds niet echt kon meekomen met de concurrentie. Betrouwbaarheid en degelijkheid waren nog steeds belangrijker dan topprestaties. De rubberen trillingsdemper in de cardanas kreeg een verchroomde ring. Er werden volle naaf aluminium remmen in plaats van de stalen halve naaf trommelremmen gebruikt, wat de remwerking aanmerkelijk verbeterde. De diameter van de remmen was nog steeds gelijk, maar vóór was een duplexrem gebruikt, terwijl de achterrem een simplexrem was.
Een 600cc-versie, de R 67/2 werd tegelijk met de R 51/3 op de markt gebracht. De R 51/3 werd in 1955 opgevolgd door de R 50. De 600 cc R 68, die in 1952 was verschenen, had pijnlijk duidelijk gemaakt dat de bestaande rijwielgedeelten met plunjervering achter en een telescoopvork vóór grotere vermogens niet aan konden. Daarom zou de volgende serie motorfietsen die in 1955 op de markt kwam, bestaan uit “vollschwingen” modellen: vóór een geduwde schommelvoorvork en achter een getrokken swingarm.

## R 50
De BMW R 50 werd in 1955 geïntroduceerd als opvolger van de R 51/3. De R 50 maakte deel uit van een hele serie nieuwe modellen: het 250cc-toermodel R 26, het 500cc-toermodel R 50, het 600cc-toermodel R 60 en het 600cc-sportmodel R 69. Deze hele serie bestond uit “Vollschwingen BMW’s”, waardoor de rij-eigenschappen aanmerkelijk beter waren dan die van hun voorgangers. De R 50 had zoals gezegd een swingarm achtervering gekregen met twee geheel ingekapselde veer/dempingselementen, waarvan de voorspanning instelbaar was. Het achterframe maakte nog dezelfde “lus” naar beneden die ook de plunjergeveerde modellen hadden, waardoor dit nieuwe systeem op het eerste gezicht niet eens opviel. De Earles schommelvoorvork (met dezelfde veer/demperelementen) was des te opvallender. Schommelvorken waren eigenlijk al uitgestorven, en BMW was een van de eerste merken geweest die telescoopvorken toepasten. Engelse merken waren er bijvoorbeeld later mee gekomen, maar hadden wellicht daardoor meer moderne voorvorken ontwikkeld, zoals de Teledraulic en later de Roadholder fork. In elk geval was de stap die BMW zette een technische verbetering, maar het uiterlijk van de BMW’s ging er nog steeds niet op vooruit. Ook de nog steeds toegepaste zweefzadels droegen bij aan het ouderwetse uiterlijk van de machines. Een Triumph T 110 Tiger uit dezelfde periode was een uitermate sportief ogende motorfiets. De R 50 had nog steeds een gelast buisframe (dubbel wiegframe) met zijspankoppelingen. Er waren volle naaf trommelremmen voor en achter. Om de remkracht te vergroten was in het voorwiel een zg. duplexrem aangebracht met oplopende remsegmenten welke zich kenmerkt doordat zij beiden een remsleutel hebben. Motorblok en versnellingsbak waren van gegoten aluminium met gietijzeren cilinders en aluminium cilinderkoppen. De nokkenas lag boven de krukas en werd met tandwielen aangedreven. De stoterstangen lagen in verchroomde buisjes boven de cilinders. Motor en versnellingsbak zaten niet meer met steekassen in het frame, maar waren geschroefd, waarbij alleen de bovenste motorbevestiging van rubber schijven voorzien was. De extra handversnellingspook, die op de versnellingsbak van de voorgaande modellen zat, was bij de komst van deze serie motorfietsen voorgoed verdwenen. Het vermogen was ten opzichte van de R 51/3 slechts licht gestegen, van 24 pk naar 26 pk. De cardanas lag voor het eerst niet meer in de buitenlucht, maar in een cardantunnel waarin een oliebad zat. In de loop der tijd werden ook elektrische richtingaanwijzers (de “Koeienogen”) en een duozadel leverbaar. De BMW R 50 was een toermotorfiets zonder sportieve tegenhanger. De opvolger van de R 50 was de R 50/2 uit 1960. Hij kreeg wel een sportieve “broer”, de R 50 S.

### Technische gegevens
| Periode                        | 1955-1960                              | 1955-1960                              | 1955-1960                              |
| Categorie                      | toermotor                              | toermotor                              | toermotor                              |
| Motortype                      | kopklepmotor                           | kopklepmotor                           | kopklepmotor                           |
| Bouwwijze                      | langsgeplaatste tweecilinderboxermotor | langsgeplaatste tweecilinderboxermotor | langsgeplaatste tweecilinderboxermotor |
| boring                         | 68 mm                                  | 68 mm                                  | 68 mm                                  |
| slag                           | 68 mm                                  | 68 mm                                  | 68 mm                                  |
| Cilinderinhoud                 | 494 cc                                 | 494 cc                                 | 494 cc                                 |
| Max. Vermogen                  | 19 kW/26 pk                            |                                        |                                        |
| Topsnelheid                    | 145 km/h                               |                                        |                                        |
| Aandrijving                    | cardanas                               | cardanas                               | cardanas                               |
| Rijwielgedeelte                | dubbel wiegframe, buisframe            | dubbel wiegframe, buisframe            | dubbel wiegframe, buisframe            |
| Leeg gewicht                   | ca. 198 kg                             |                                        |                                        |
| Max. totaalgewicht             | 360 kg                                 |                                        |                                        |
| Max. totaalgewicht met zijspan | 600 kg                                 |                                        |                                        |
| Voorganger                     | R 51/3                                 | R 51/3                                 | R 51/3                                 |
| Opvolger                       | R 50/2                                 | R 50/2                                 | R 50/2                                 |